# Második kappeli háború
A második kappeli háború (németül Zweiter Kappelerkrieg) az Ósvájci Konföderáció katolikus és protestáns kantonjai közötti fegyveres konfliktus volt a reformáció idején, 1531-ben.

## Előzmények

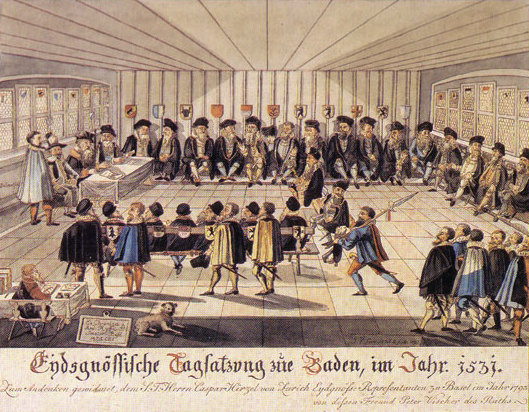
Az 1531-es badeni konföderációs gyűlés

Az 1529-es első kappeli háború lezárása csak rövid időre békítette meg egymással a vallási okokból összekülönbözött svájci kantonokat. Mindkét oldalról folytatódtak a provokációk, amelyeket csak fokozott az 1530-ban megjelent ágostai hitvallás. A vallási különbségeken kívül a katolikusok azzal vádolták Zürichet, hogy az ő rovásukra akar terjeszkedni.
Miután a katolikus kantonok megtagadták, hogy segítsék a graubündeni Három Liga harcát a Milánói Hercegség ellen a Musso-háborúban, Zürich kijelentette, hogy ezt a graubündeniekkel kötött szövetségi szerződés megsértésének tekinti és embargót hirdetett az öt alpesi katolikus kanton ellen. Akciójához Bern is csatlakozott. Míg 1529-ben a konföderációs gyűlés, a Tagsatzung még sikeresen tudott közvetíteni a felek között, ezúttal a Badenben összehívott gyűlés sikertelen volt. A kudarc egyik fő oka az volt, hogy Huldrych Zwingli, a híres protestáns prédikátor és zürichi vezető a fegyverekre akarta bízni a döntést. Az élelmiszerembargó által sújtott katolikusok 1531. október 9-én hadat üzentek Zürichnek. 

## A kappeli csata
Két nappal a hadüzenet után, október 11-én a katolikus kantonok 7 ezer katonája Kappel mellett találkozott a zürichiek kétezres seregével, melyet maga Zwingli vezetett. A katolikus sereg parancsnoka az Uriból Hans Jauch volt. A többi protestáns kanton nem támogatta Zürichet, melynek katonái kisebb csapatokban, az erőltetett menettől kimerülten érkeztek a harcmezőre. A katolikusok támadtak és rövid ellenállás után, délután 4-re a protestánsok megfutottak. A csatában és menekülés közben mintegy 500 zürichi vesztette életét, köztük Zwingli és 24 másik lelkész. A győztesek Zwingli testét mint eretneket, máglyán elégették. Az elmenekült protestánsok Zugerberg hegyen és a Menzingen melletti Gubel-hegyen gyülekeztek.

## A protestáns válasz

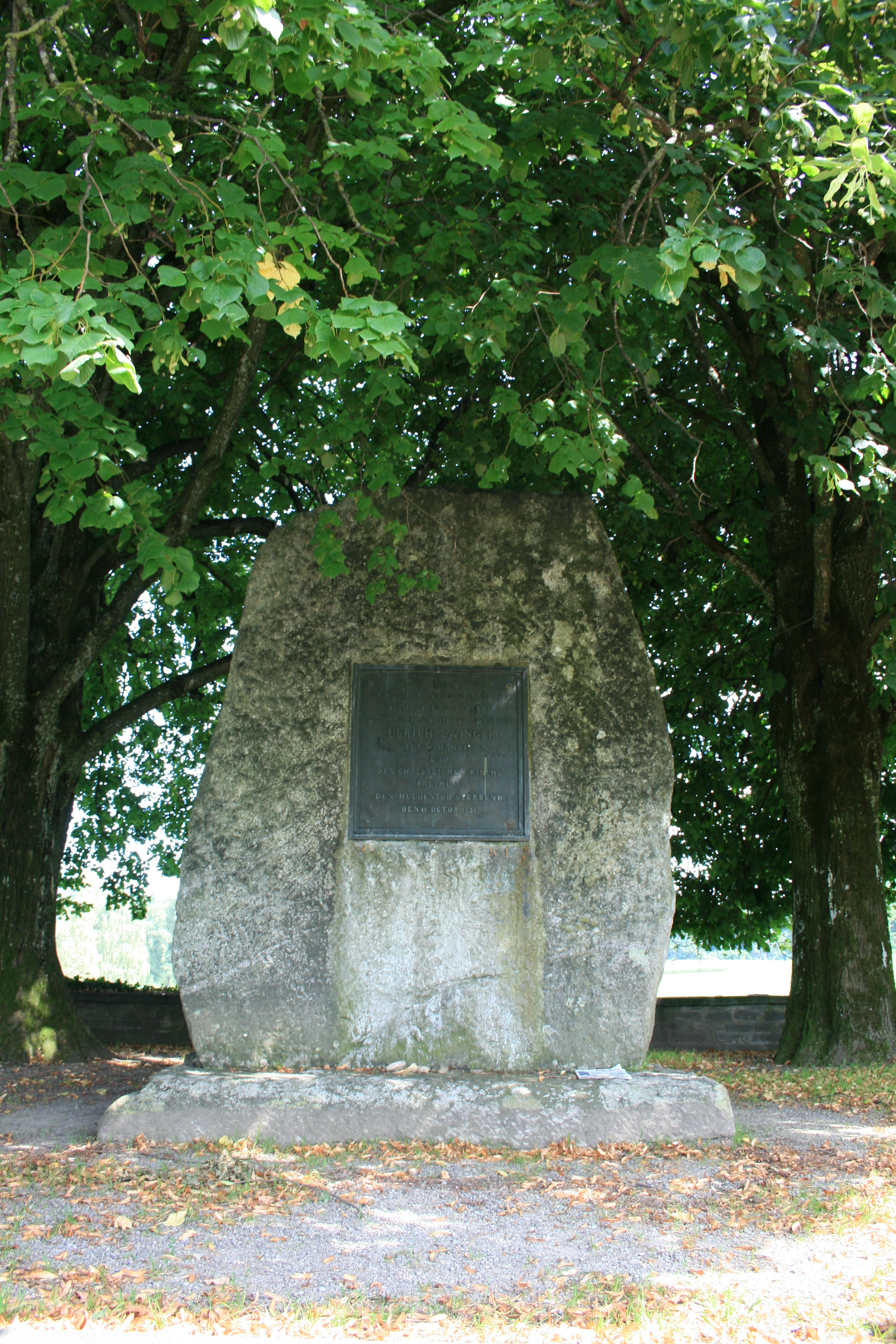
Zwingli emlékműve a kappeli csata helyszínén

A kappeli vereség után Bern és a többi protestáns kanton sereget küldött Zürich felmentésére. A protestánsok október 15-21. között végigvonultak a Reuss-völgyön és elérték Baart. A katolikusok eközben a Zugerberg lejtőin táboroztak. A zürichiekkel kiegészült berni hadsereg egy ötezres kontingenst küldött Menzingenen át, hogy bekerítse a katolikusokat, katonáik azonban a fegyelmezetlenség és a fosztogatások miatt lassan haladtak. Október 23-a estéjén érték el a Menzingen melletti Gubelt, de éjszaka rajtuk ütött egy kisebb katolikus sereg, hatszázat levágtak belőlük és megfutamították őket. 
A második vereség demoralizálta a berni-zürichi erőket és egyre nőtt a dezertálók száma. November 3-án visszavonultak a Reusson egészen Bremgartenig, aminek következtében Zürich városa és a Zürichi-tó környéke védtelenné vált. Zürich hamarosan békét kért. 

## Következmények
Zwingli utóda Heinrich Bullinger lett, aki az ő hívének számított és aki a háború idején Bremgartenben volt lelkész. A kappeli csata után Bremgartenben a katolikusok kerekedtek felül, Bullinger pedig apjával együtt Zürichbe menekült. 
A háborút lezáró béke (Zweiter Landfrieden) kikényszerítette a protestáns szövetség feloszlatását, a közös irányítású területeken a katolicizmust ismerte el elsődlegesnek, de az addig áttért községek protestánsok maradhattak. Néhány stratégiai szempontból fontos helyet (amelyek a Schwyzből a Rajna-völgybe vezető út mentén, vagy a graubündeni hágóknál területek el) erőszakkal rekatolizáltak. A békeszerződés megengedte, hogy a kantonok saját választásuk szerint protestáns vagy katolikus vallást kövessék, vagyis Svájc az akkori Európában kimondottan ritka módon kétvallású állam lett. A katolikusok többségben maradtak; az Ósvájci Konföderáció teljes jogú tagjai közül hét teljes és két félkanton tartozott hozzájuk, míg négy teljes és két félkanton (Zürich, Bern, Bázel, Schaffhausen és Glarus és Appenzell fele) protestáns volt. A közösen irányított függő területeken (pld. Thurgau és Aargau) a két vallás híveinek meg kellett tanulniuk együttélni, sok helyen ugyanazt a templomot használták felváltva. 
1656-ban a protestánsok (főképp a zürichiek) az első villmergeni háborúban megpróbálták megváltoztatni a vallási együttélés addigi szabályait, ekkor még sikertelenül. 1712-ben a második villmergeni háborúban viszont döntő győzelmet vívtak ki és sikerült felülbírálni a második kappeli háborúban elért status quot. 

## Fordítás
- Ez a szócikk részben vagy egészben  a   Second War of Kappel című angol Wikipédia-szócikk ezen változatának fordításán alapul.  Az eredeti cikk szerkesztőit annak laptörténete sorolja fel. Ez a jelzés csupán a megfogalmazás eredetét és a szerzői jogokat jelzi, nem szolgál a cikkben szereplő információk forrásmegjelöléseként.